# Anne-Marie Trevelyan
Anne-Marie Belinda Trevelyan, nata Beaton (Londra, 6 aprile 1969), è una politica britannica, esponente del Partito Conservatore.

## Biografia
Nata a Londra il 6 aprile 1969 come Anne-Marie Beaton, studia presso l'Oxford Brookes University (allora chiamata Oxford Polytechnic).

### Carriera politica
Nel 1999 si candida col Partito Conservatore per le elezioni del quartiere Morpeth North del distretto di Castle Morpeth, senza però avere successo. Nel 2003 si candida invece per il quartiere di Hartburn, sempre di Castle Morpeth. Anche qui non riesce ad essere eletta.
Nel 2010, in occasione delle elezioni generali del Regno Unito, si candida sempre come conservatrice al collegio di Berwick-upon-Tweed, arrivando però seconda, battuta dal Liberal Democratico Alan Beith.
Cinque anni dopo, con le nuove elezioni, si ricandida sempre come deputata per il collegio di Berwick-upon-Tweed. Arriva al primo posto con 16 603 voti, pari al 41,07%. Viene rieletta anche alle elezioni del 2017, questa volta con una maggioranza più marcata rispetto alle precedenti, e in quelle del 2019.
Nel giugno 2015, Anne-Marie Trevelyan viene nominata vicepresidente del neo-gruppo parlamentare multipartitico sulle foreste, mentre fino al maggio 2017 fa parte del comitato ristretto per i conti pubblici.
Contemporaneamente, nel novembre 2015 è nominata membro dell'Assemblea parlamentare dell'Organizzazione per la sicurezza e la cooperazione in Europa. Nell'ottobre 2016, la prima ministra Theresa May la elogia in parlamento per il lavoro da lei svolto in riferimento al Patto delle Forze Armate.

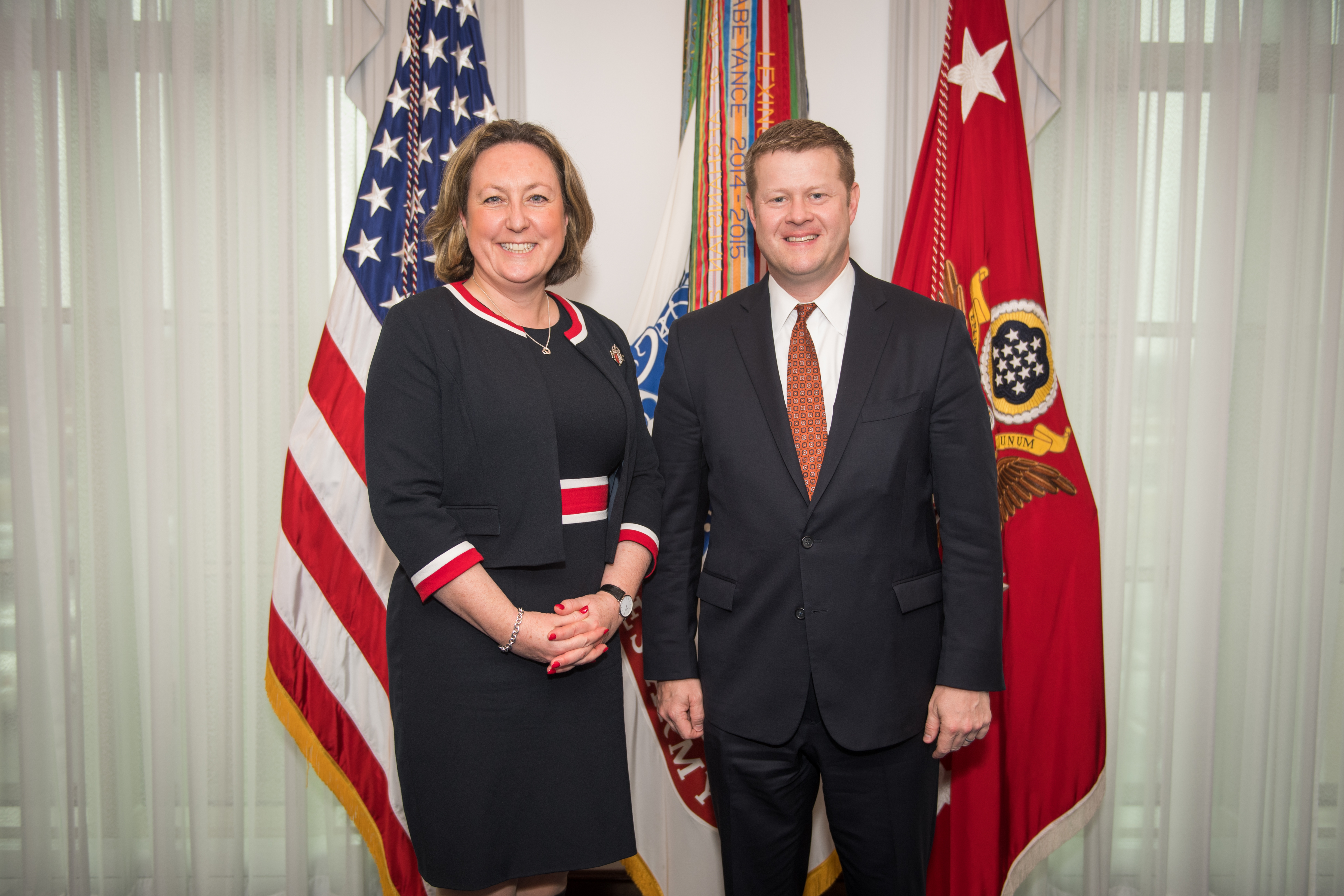
Anne-Marie Trevelyan assieme al segretario all'Esercito degli Stati Uniti Ryan D. McCarthy nel febbraio 2020.

Nel gennaio 2018 diviene invece segretaria privata parlamentare del politico Gavin Williamson quando questi ricopriva l'incarico di segretario di Stato per la difesa. Rimane in carica fino al novembre dello stesso anno, dimettendosi a causa del suo disaccordo con la bozza di accordo di uscita dalla Brexit di Theresa May.
il 27 luglio 2019 Anne-Marie Trevelyan viene nominata sottosegretaria di Stato parlamentare per le forniture militari dal primo ministro Boris Johnson.
Rimane in carica fino al dicembre dello stesso anno, quando lo stesso Johnson la designa a svolgere l'incarico di ministra di Stato per le forze armate. In tale veste, nel febbraio 2020 incontra al Pentagono il segretario all'Esercito degli Stati Uniti Ryan D. McCarthy.
Successivamente, in occasione del primo rimpasto del secondo governo Johnson, Anne-Marie Trevelyan passa da ministra di Stato a segretaria di Stato, più precisamente a segretaria di Stato per lo sviluppo internazionale. Durante questo mandato deve affrontare, tra gli altri, la pandemia di COVID-19 e l'esplosione del porto di Beirut.
Il 2 settembre 2020, per decisione del governo, si uniscono l'Ufficio degli esteri e del Commonwealth ed il dipartimento per lo sviluppo internazionale al fine di formare il nuovo Ufficio degli esteri, del Commonwealth e dello sviluppo, assegnato al politico Dominic Raab. Ciò ha reso Anne-Marie Trevelyan l'ultima segretaria di Stato per lo sviluppo internazionale. In seguito alla formazione del nuovo dicastero, lascia il governo.
Torna all'interno del gabinetto politico nel gennaio 2021 dopo essere stata nominata ministra di Stato per le imprese, l'energia e la crescita pulita.
Il 15 settembre 2021, dopo il secondo rimpasto del governo Johnson II, lascia anche quest'incarico per divenire segretaria di Stato per il commercio internazionale. Contemporaneamente diviene anche presidente del Board of Trade.
Nel luglio 2022 sostiene il primo ministro Boris Johnson durante la crisi di governo. Dopo le dimissioni di quest'ultimo e al lancio delle elezioni primarie del Partito Conservatore, appoggia il politico Tom Tugendhat. In seguito all'eliminazione di questi, patrocina l'uscente segretaria di Stato per gli affari esteri Liz Truss.
In seguito alla vittoria di quest'ultima contro l'ex cancelliere Rishi Sunak e alla creazione del nuovo governo, Anne-Marie Trevelyan viene nominata segretaria di Stato per i trasporti, incarico che esercita dal 6 settembre 2022.
A seguito delle dimissioni di Liz Truss del 20 ottobre dello stesso anno, Trevelyan afferma di appoggiare Boris Johnson alle elezioni dei conservatori. Dopo la non candidatura dello stesso Johnson, non appoggia alcun candidato. Alla fine, il 24 ottobre seguente vince le elezioni Rishi Sunak senza nessun'opposizione interna, dopo il ritiro di Penny Mordaunt.
Nel neo-governo Sunak lascia l'incarico di segretaria di Stato per i trasporti, venendo sostituita da Mark Harper. Il 26 ottobre successivo è nominata ministra di Stato per l'Indo-Pacifico.
A seguito della sconfitta dei conservatori nel 2024 e delle successive dimissioni del governo di Rishi Sunak, Anne-Marie Trevelyan cessa di ricoprire la carica ministeriale. Nello stesso anno, dopo l'abolizione del suo seggio elettorale, si candida per il collegio di North Northumberland, non risultando eletta.

### Posizioni politiche

#### Uscita del Regno Unito dall'Unione europea
Dichiaratamente euroscettica, in occasione del referendum per la permanenza del Regno Unito nell'UE, ha affermato di aver votato a favore della Brexit. In precedenza ha fatto parte del Gruppo di ricerca europeo, il principale gruppo di pressione di euroscettici all'interno del parlamento britannico.

## Vita privata
Sposata fino al 2017 con John Trevelyan, dal quale assume il cognome, ha due figli. Vive a Londra.